# Cascavel Futsal Clube
Cascavel Futsal Clube, más conocido como Cascavel Futsal o simplemente Cascavel, es un club brasileño de futsal de Cascavel, Paraná fundado en el año 1991 que juega en la Liga Nacional de Futsal. 

El club es dos veces ganador de la Copa Libertadores de Futsal.

## Honores del club

### Competiciones nacionales
- Liga Nacional de Futsal: 2021

### Competiciones estatales
- Copa Paraná de Fútbol Sala (1): 2013
- Campeonato Paranaense de Futsal - Chave Ouro (7): 2003, 2004, 2005, 2011, 2012, 2020, 2021
- Campeonato Paranaense de Futsal - Chave Prata (1): 1998
- Juegos Abiertos de Paraná (3): 1996, 2014, 2021

### Competencias internacionales
- Copa Libertadores de Futsal (2): 2022, 2023

### Otras competiciones
- Copa TV Naipi de Fútbol Sala: 2000
- Copa Tres Coroas de Fútbol Sala: 2020

## Plantilla actual (2023)[2]
| #  | Posición  | Nombre             | Nacionalidad       |
| -- | --------- | ------------------ | ------------------ |
| 1  | Arquero   | Fernando Mamguê    | Bandera de Brasil  |
| 18 | Arquero   | Matheus de Lima    | Bandera de Brasil  |
| 95 | Arquero   | Obina              | Bandera de Brasil  |
| 3  | Defensa   | Lucas Selbach      | Bandera de Brasil  |
| 5  | Defensa   | Willian Dos Santos | Bandera de Brasil  |
| 16 | Defensa   | Thales Feitosa     | Bandera de Georgia |
| 7  | Extremo   | Micuim             | Bandera de Brasil  |
| 10 | Extremo   | Igor Carioca       | Bandera de Brasil  |
| 11 | Extremo   | Rabisco            | Bandera de Brasil  |
| 14 | Extremo   | Natan Minatti      | Bandera de Brasil  |
| 17 | Extremo   | Zequinha           | Bandera de Brasil  |
| 30 | Extremo   | Rafael Ernandes    | Bandera de Brasil  |
| 77 | Extremo   | Jhony              | Bandera de Brasil  |
| 90 | Extremo   | Gustavinho         | Bandera de Brasil  |
| 19 | Delantero | Jorginho           | Bandera de Brasil  |
| 22 | Delantero | Claudinho          | Bandera de Brasil  |
| 23 | Delantero | Gessé              | Bandera de Brasil  |